# Walter Parazaider
Walter Parazaider (Maywood, 14 marzo 1945) è un sassofonista statunitense.
È noto al grande pubblico per la sua militanza nella rock-band Chicago, durata dalle origini del gruppo (1967), fino al 1990, dove suona occasionalmente il flauto e il clarinetto. Dal 1979 diventa collaboratore dei Bee Gees.
Nel 2016 è stato inserito nella Rock and Roll Hall of Fame in quanto membro dei Chicago.